# Porta di Ponte Levone
Porta di Ponte Levone è una delle pusterle o porte di soccorso delle mura di Reggio Emilia, che corrispondono come perimetro agli attuali viali di circonvallazione.

## Storia
Porta di Ponte Levone sorgeva nella zona sud-orientale del centro storico di Reggio Emilia, all'incrocio tra le attuali vie Fontanelli e Monte Grappa, sull'antica via che conduceva a Scandiano. Venne edificata nel 1235 durante i lavori della prima cinta muraria della città. Prese probabilmente il nome dal borgo extramurario di Ponte Levone. La porta venne chiusa con la costruzione delle nuove mura nella metà del cinquecento.